# Johan Korsström
Ernst Johan Axel Göransson Korsström, född 7 oktober 1938 i Helsingfors, död 23 mars 2018, var en finlandssvensk arkitekt.
Korsström praktiserade under studietiden bland annat hos Alvar Aalto 1961–1963 och från 1963 på arkitektbyrån Ålander-Packalén-Korsström Kb, där han blev delägare 1968. Byrån har utfört ett flertal projekt i Svenskfinland, till stor del baserade på segrande förslag i arkitekttävlingar. Nämnas kan bland annat byggnads- och stadsplaner i Ingå kyrkby, Gamla stan i Borgå, Mosabacka i Helsingfors, Helsinge kyrkoby samt Kiloparken, Esbo; därtill märks Ingå kommungård (1977), Vindängens skola i Esbo (1989), Kemijärvi kulturcentrum (1984) och musikinstitut (1995), Esbovikens vårdhem (2003) samt ett flertal daghem. Den modernistiska arkitekturen i dessa projekt kännetecknas i allmänhet av strama detaljer och småskaliga, mänskliga proportioner. Korsström har även verkat som rådgivande arkitekt för Gamla stan i Borgå (1989–1990 och 1992–1993).